# Католицизм в Гибралтаре
Католицизм в Гибралтаре или Римско-Католическая Церковь в Гибралтаре является частью всемирной Католической церкви. Численность католиков в Гибралтаре составляет около 23 тысяч человек (86 % от общей численности населения).
В Гибралтаре действует единственная епархия Гибралтара, которая подчиняется непосредственно Святому Престолу.
В Гибралтаре находятся семь католических церквей:
- Собор Пресвятой Девы Марии Царицы — кафедральный собор епархии Гибралтара;
- Церковь святой Терезы;
- Церковь святого Павла;
- Церковь святого Иосифа;
- Церковь святого Бернарда;
- Церковь Святейшего Сердца Иисуса;
- Церковь Пресвятой Девы Марии Скорбящей.

В Гибралтаре находится Санктуарий Пресвятой Девы Марии Европейской, который является местом паломничества.